# Sine (album)
Pour les articles homonymes, voir Sine.
Albums de Robert
Princesse de rien
Sine est le premier album studio de la chanteuse française RoBERT. Cet album fut réédité avec une pochette différente en 2001 et 2007.
Das Model est une reprise de Kraftwerk.

## 1reédition- 1993
1. It's a Small World (Richard Sherman / Robert Sherman) 0:20
2. Jeannette (Robert / M. Saladin) 3:57
3. Les Clichés de l'ennui (Robert) 3:26
4. Das Model (E. Schult / R. Hütter / K. Bartos) 4:11
5. Goutte de pluie (Robert - Robert / M. Saladin) 4:06
6. Hé toi ! (Robert - Robert / M. Saladin) 3:47
7. La Chanson des vieux amants (J. Brel / G. Jouannest) 0:22
8. Elle se promène (Robert - Robert / M. Saladin) 3:11
9. Sans domicile fixe (Robert - Robert / M. Saladin) 4:12
10. Simon's Song (Robert / M. Saladin) 3:59
11. Je me suis dévêtue (Robert / M. Saladin) 3:14
12. Le Chien mauve (J. Roulet / M. Saladin - Robert) 3:44
13. Aime-moi (Robert / M. Saladin) 4:23
14. A Children's Tale (J. Agee / W. Schuman) 3:20
  - tiré de la BOF La Nuit du chasseur
15. Les Jupes (Robert / M. Saladin - Robert) 3:46
16. Intrus (M. Saladin) 1:16

## 2eédition(digipack) - 2001
1. It's a Small World (Richard Sherman / Robert Sherman) 0:20
2. Jeannette (Robert / M. Saladin) 3:57
3. Les Clichés de l'ennui (Robert) 3:26
4. Das Model (E. Schult / R. Hütter / K. Bartos) 4:11
5. Goutte de pluie (Robert - Robert / M. Saladin) 4:06
6. Hé toi ! (Robert - Robert / M. Saladin) 3:47
7. La Chanson des vieux amants (J. Brel / G. Jouannest) 0:22
8. Elle se promène (Robert - Robert / M. Saladin) 3:11
9. Sans domicile fixe (Robert - Robert / M. Saladin) 4:12
10. Simon's Song (Robert / M. Saladin) 3:59
11. Je me suis dévêtue (Robert / M. Saladin) 3:14
12. Le Chien mauve (J. Roulet / M. Saladin - Robert) 3:44
13. Aime-moi (Robert / M. Saladin) 4:23
14. A Children's Tale (J. Agee / W. Schuman) 3:20
  - tiré de la BOF La Nuit du chasseur
15. Les Jupes (Robert / M. Saladin - Robert) 3:46
16. Intrus (M. Saladin) 1:16
17. À l'infini la nuit (Robert) 3:24
  - remix Les Clichés de l'ennui par Mathieu Saladin
18. Juste en fermant les yeux (Robert / Robert - M. Saladin) 2:18

+ bonus clips : Elle se promène, Les Jupes et Les Clichés de l'ennui

## 3eédition- 2007
1. It's a Small World (Richard Sherman / Robert Sherman) 0:20
2. Jeannette (Robert / M. Saladin) 3:57
3. Les Clichés de l'ennui (Robert) 3:26
4. Das Model (E. Schult / R. Hütter / K. Bartos) 4:11
5. Goutte de pluie (Robert - Robert / M. Saladin) 4:06
6. Hé toi ! (Robert - Robert / M. Saladin) 3:47
7. La Chanson des vieux amants (J. Brel / G. Jouannest) 0:22
8. Elle se promène (Robert - Robert / M. Saladin) 3:11
9. Sans domicile fixe (Robert - Robert / M. Saladin) 4:12
10. Simon's Song (Robert / M. Saladin) 3:59
11. Je me suis dévêtue (Robert / M. Saladin) 3:14
12. Le Chien mauve (J. Roulet / M. Saladin - Robert) 3:44
13. Aime-moi (Robert / M. Saladin) 4:23
14. A Children's Tale (J. Agee / W. Schuman) 3:20
  - tiré de la BOF La Nuit du chasseur
15. Les Jupes (Robert / M. Saladin - Robert) 3:46
16. Intrus (M. Saladin) 1:16
17. Elle se prémix (Robert - Robert / M. Saladin) 5:42
  - remix Elle se promène par Mathieu Saladin
18. Maxi Jupes (Robert / M. Saladin - Robert) 4:40
  - remix Les Jupes par Olaf Zalcman
19. À l'infini la nuit (Robert) 3:24
  - remix Les Clichés de l'ennui par Mathieu Saladin
20. Juste en fermant les yeux (Robert / Robert - M. Saladin) 2:18

+ bonus cd-rom : 14 instrumentaux (format mp3)

## Crédits
Arrangements : Mathieu Saladin et Robert 

Piano sur Goutte de pluie : Pierre Hurel 

Basse : Pierre Paganotti sauf 2 et 12 : Niktub 

Mixage : Hervé Lecoz sauf 8, 15 et 18 : Christophe Dupouy 

Studio : La Blaque / Guillaume Tell / Davout 

Réalisation et programmation : Mathieu Saladin
Photos : Alcide Rioche (1re édition), Vincent Malléa (2e édition)

Graphisme et design : Franck Dauquier (2e édition), Sylvain Gatelais (3e édition)

## Singles
- Elle se promène
- Les Jupes
- Les Clichés de l'ennui